# معکوس‌سازی رانش
معکوس‌سازی رانش، (به انگلیسی: Thrust reversal) همچنین رانش معکوس، عبارت است انحراف موقت نیروی رانش موتور یک هواپیما به طوری که آن را به جای اینکه عقب هدایت کند، نیروی رانش را به جلو هدایت کند. رانش معکوس در مقابل حرکت رو به جلو هواپیما عمل می‌کند و باعث کاهش سرعت آن می‌شود. سیستم‌های رانش معکوس در بسیاری از هواپیماهای جت مورد استفاده قرار می‌گیرند تا به کاهش سرعت پس از فرود آمدن روی زمین، کاهش سایش در ترمزهای هواپیما و ایجاد فاصله کوتاه‌تر بعد از فرود کمک کنند. چنین وسیله‌ای به‌طور قابل توجهی بر عملکرد هواپیما تأثیر می‌گذارد و توسط کاربران خطوط هوایی به عنوان عضوی مهم برای بهره‌برداری ایمن شناخته می‌شود و در صورت وجود خطای انسانی تصادفات مرگباری به وجود می‌آورد.
رانش معکوس در بسیاری از هواپیماهای بدون سرنشین نیز وجود دارد که از طریق معکوس کردن پره‌های قابل کنترل ملخ هواپیما به یک زاویه منفی دست می‌یابند.

## انواع رانش معکوس
هواپیماهای کوچک معمولاً سیستم‌های رانش معکوس را ندارند، به جز در پروژه‌های خاص. از سوی دیگر، هواپیمای بزرگ (هواپیماهایی که بیش از ۱۲٬۵۰۰ پوند وزن دارند) تقریباً همیشه تجهیزات رانش معکوس را دارند. تمام موتورهای پیستونی، توربوپراپ و جت را می‌توان برای طراحی سیستم‌های رانش معکوس طراحی کرد.

### هواپیماهای ملخی
در هواپیماهای ملخی با تغییر زاویه پره‌های پروانه‌ها تحت کنترل ناحیه خود، باعث می‌شود تا حرکتی معکوس ایجاد شود تا پروانه‌ها نیروی رانش خود را به سمت جلو ایجاد کنند.

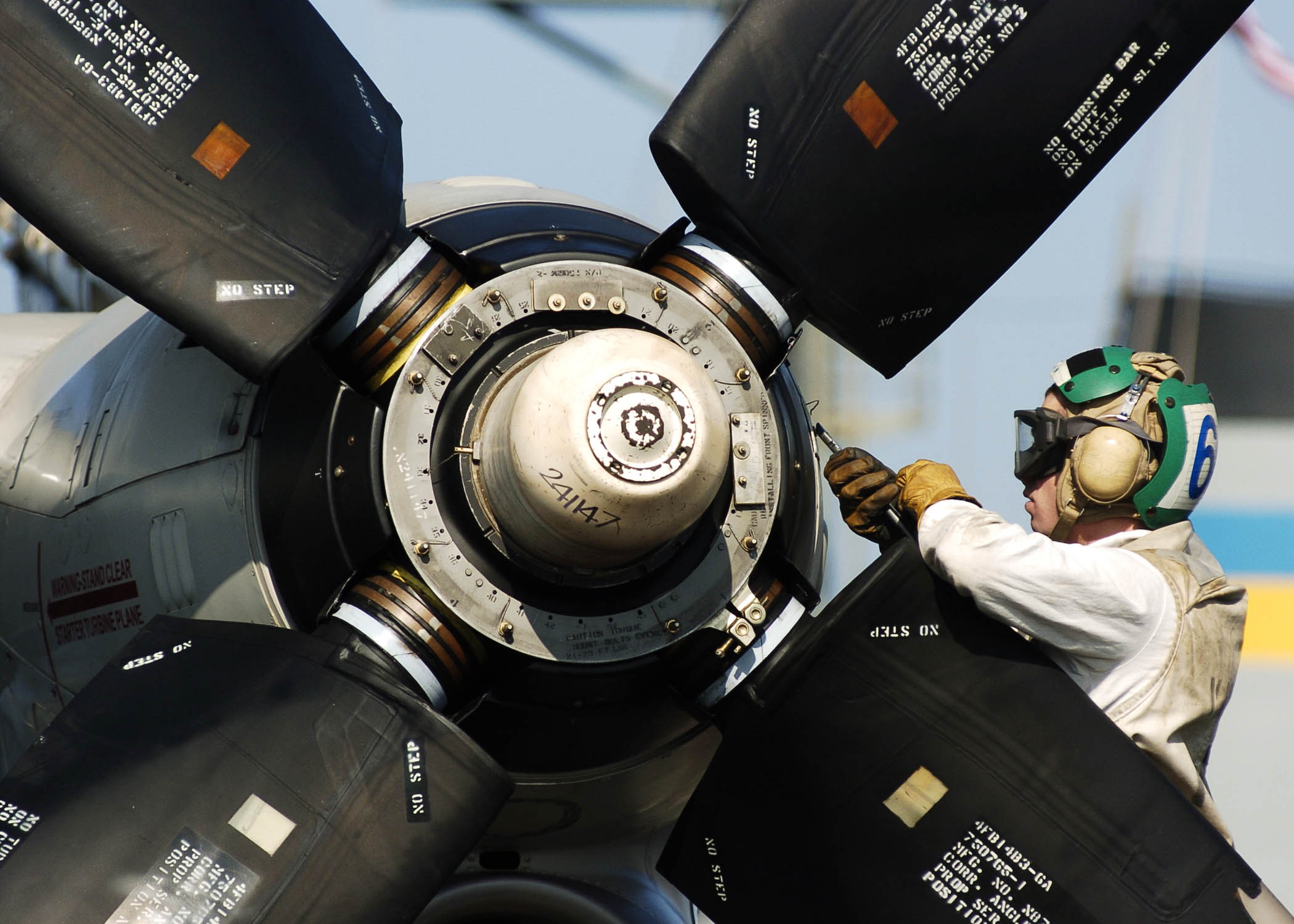
پره‌های قابل چرخش برای ایجاد رانش معکوس یک هواپیمای نورثروپ گرومن ئی-۲ هاوکی.

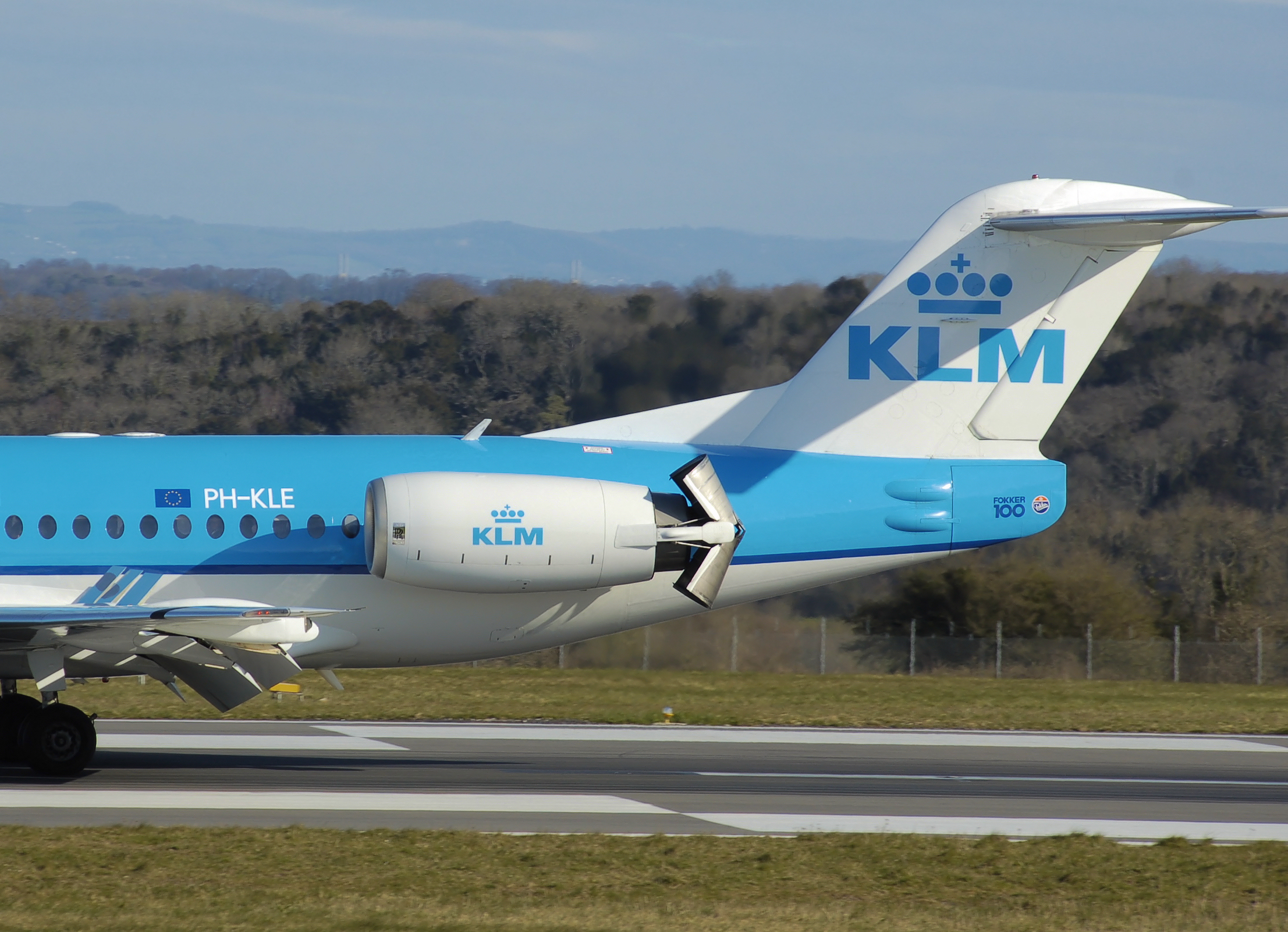
یک سیستم رانش معکوس از نوع Target type هواپیمای فوکر ۱۰۰.

### هواپیماهای جت
در هواپیماهای مجهز به موتور جت، رانش محوری با ایجاد رانش جت به سمت جلو ایجاد می‌شود. این موتورهای توانایی دوران معکوس را ندارند بجای آن، دستگاه‌های معکوس سازی رانش برای جلوگیری از رانش و هدایت آن به جلو استفاده می‌شود.

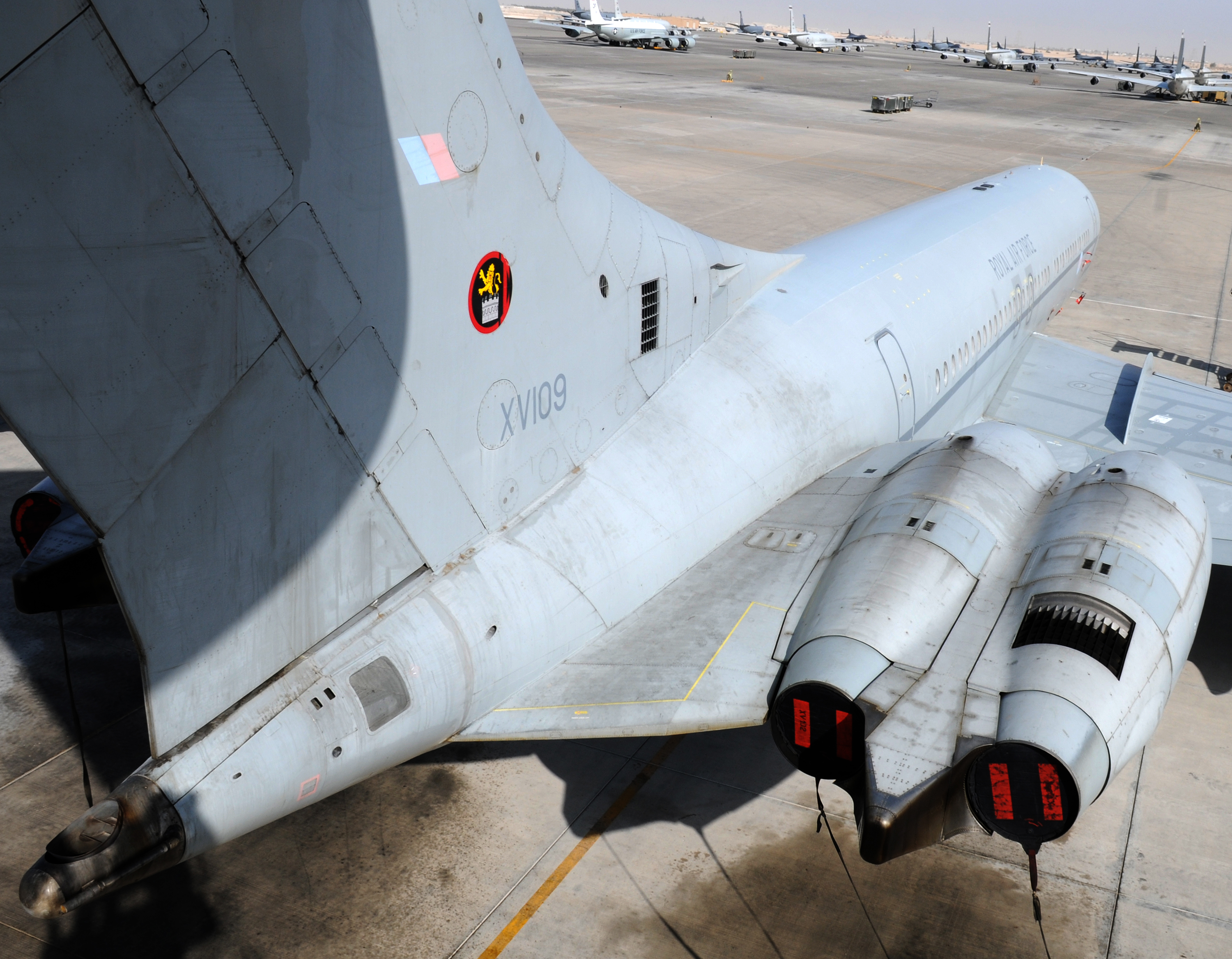
رانش معکوس از نوع Clam-shell هواپیمای ویکرز وی‌سی۱۰
.

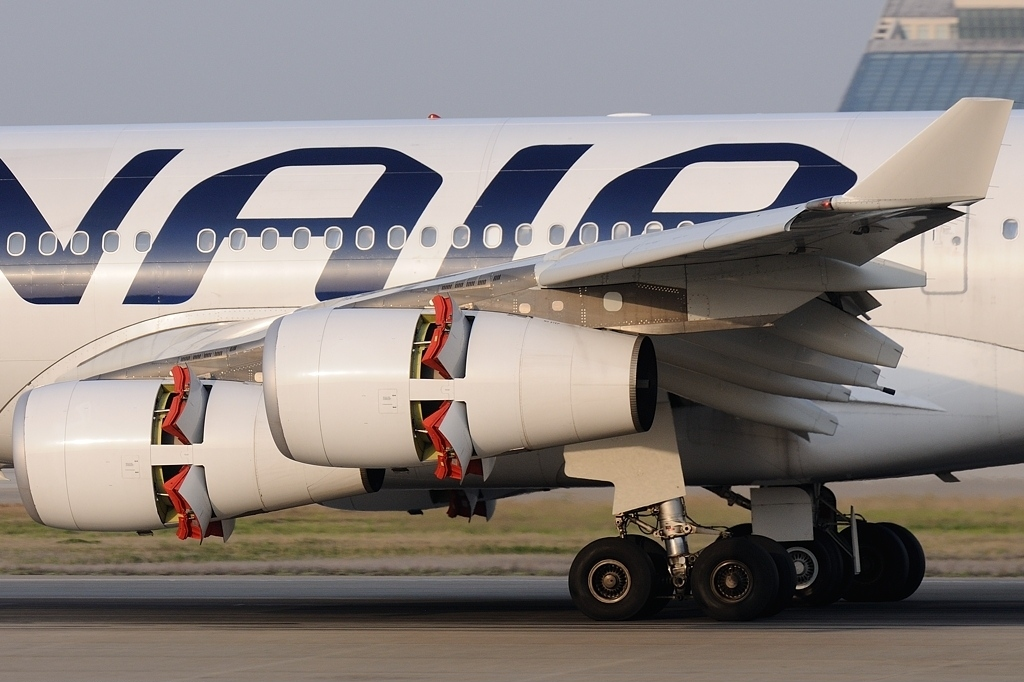
رانش معکوس از نوع Cold stream هواپیمای ایرباس ای۳۴۰-۳۰۰.

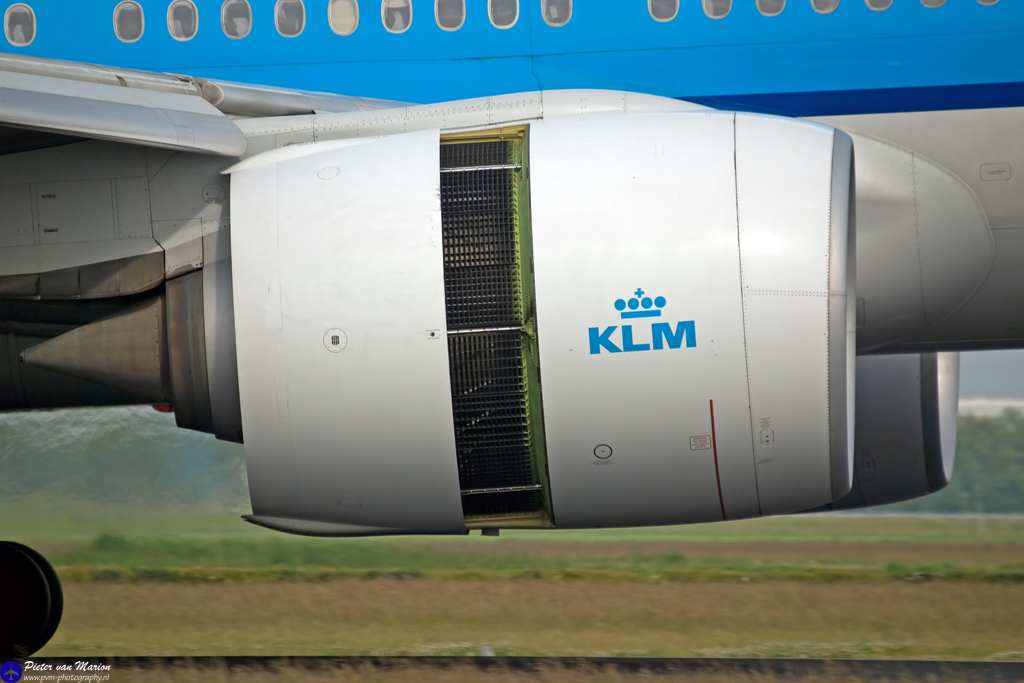
رانش معکوس از نوع Cold stream هواپیمای بوئینگ ۷۷۷-۳۰۰.

#### Target type
در روش Target type یک جفت نوع «باکت» هیدرولیکی استفاده می‌شود تا جهت جریان گاز گرم را تغییر دهد. برای رانش رو به جلو، این درها قسمت‌هایی از نازل موتور جت را تشکیل می‌دهند که به جریان جت خروجی جهت می‌دهند.

#### Clam-shell type
سیستم Clam-shell یا آبشاری، به صورت پنوماتیکی عمل می‌کند. هنگامی که این سیستم فعال می‌شود، درب‌ها برای بازکردن داکتها می‌چرخند و خروج نرمال موتور را می‌بندند، و باعث می‌شود که رانش به سمت جلو حرکت کند.

#### Cold stream type
علاوه بر دو نوع مورد استفاده در توربوجت و موتورهای توربوفن با جریان بای‌پس کم، یک نوع سومی از رانش معکوس وجود دارد که در برخی از موتورهای توربوفن با جریان بای‌پس بالا بکار می‌رود. بطوریکه درهایی که روی پوسته بیرونی موتور و به صورت دورتادور وجود دارد برای عبور جریان هوایی که توسط فن موتور شتاب داده شده و از داخل محفظه احتراق عبور نکرده برای ایجاد رانش معکوس استفاده می‌شود.